# Яванське письмо
Яванське письмо, також відоме як чаракан — абугіда, використовується для яванської мови, наразі витісняється латиницею.
Походить з давньояванського письма каві, яке в свою чергу через одну з південноіндійських різновидів — паллава — походить від письма брахмі.
За принципом письма яванське письмо — абугіда, містить 20 знаків для приголосних (за замовчуванням означають склади, що закінчуються на «a»):
ha, na, ca, ra, ka

da, ta, sa, wa, la

pa, dha, ja, ya, nya

ma, ga, ba, tha, nga
Також писемність містить додаткові значки для інших голосних складів. Існують також скорочені написання приголосних у лігатурі, заголовні варіанти букв для церемоніальних написів й інші знаки.
В Юнікоді підтримується, починаючи з версії 5.2 (діапазон A980-A9DF).

## Перелік знаків

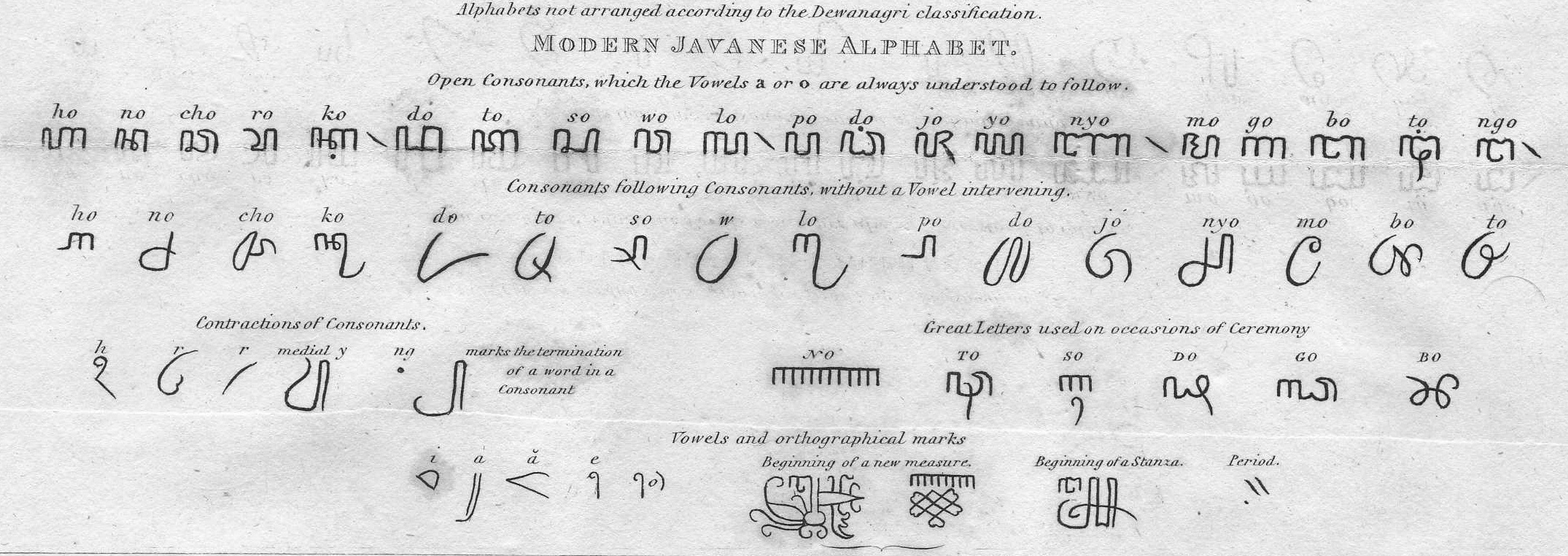
Яванська абетка, з включенням спеціальних символів

## Подібність міжбалійськимта яванським письмом
| Javanese Script | Balinese Script  |
| Яванське письмо | Балійське письмо |

## Галерея

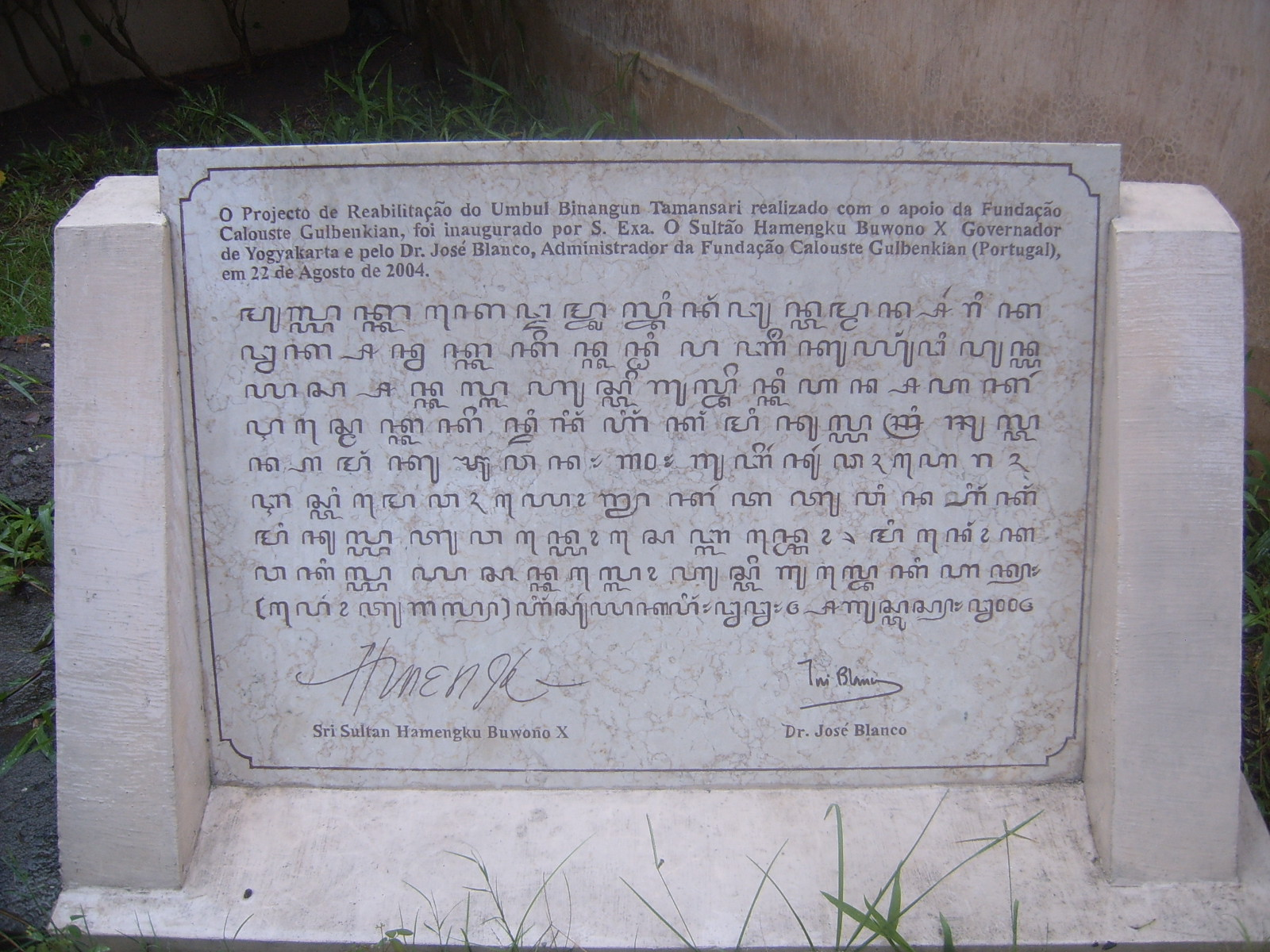
Двомовний текст португальською та яванською мовами
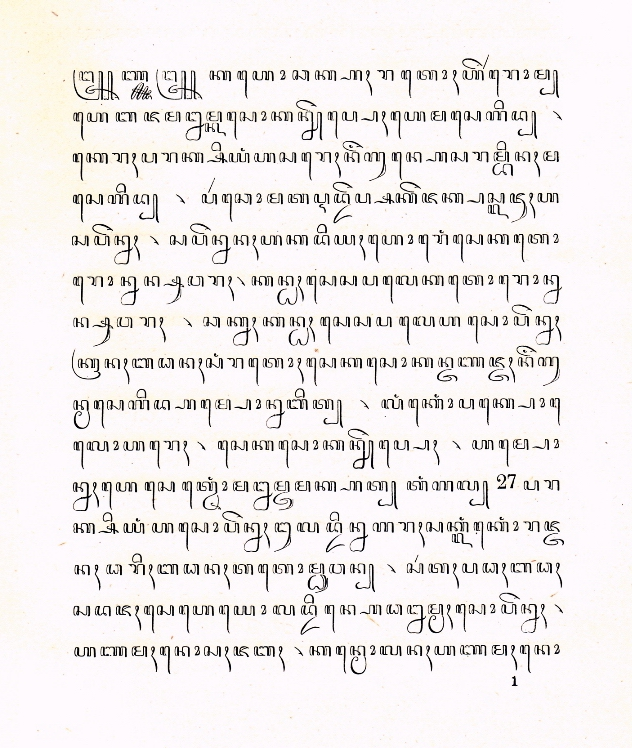
Мадурська мова текст — яванським письмом
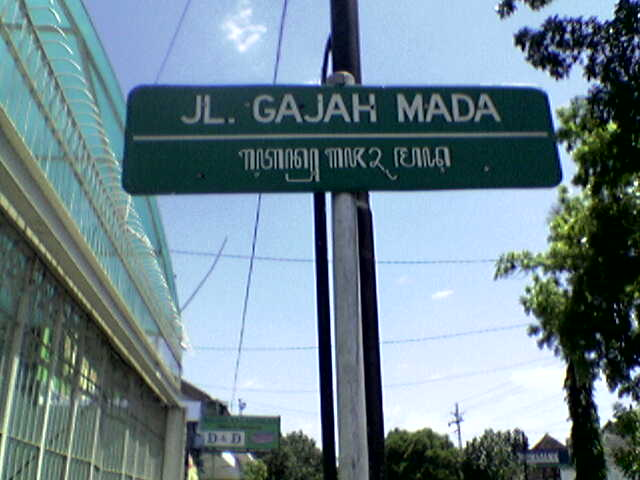
Знак в Суракарті латинською та яванською абетками
Яванське письмо представлене на гербі спеціального регіону Джакарта
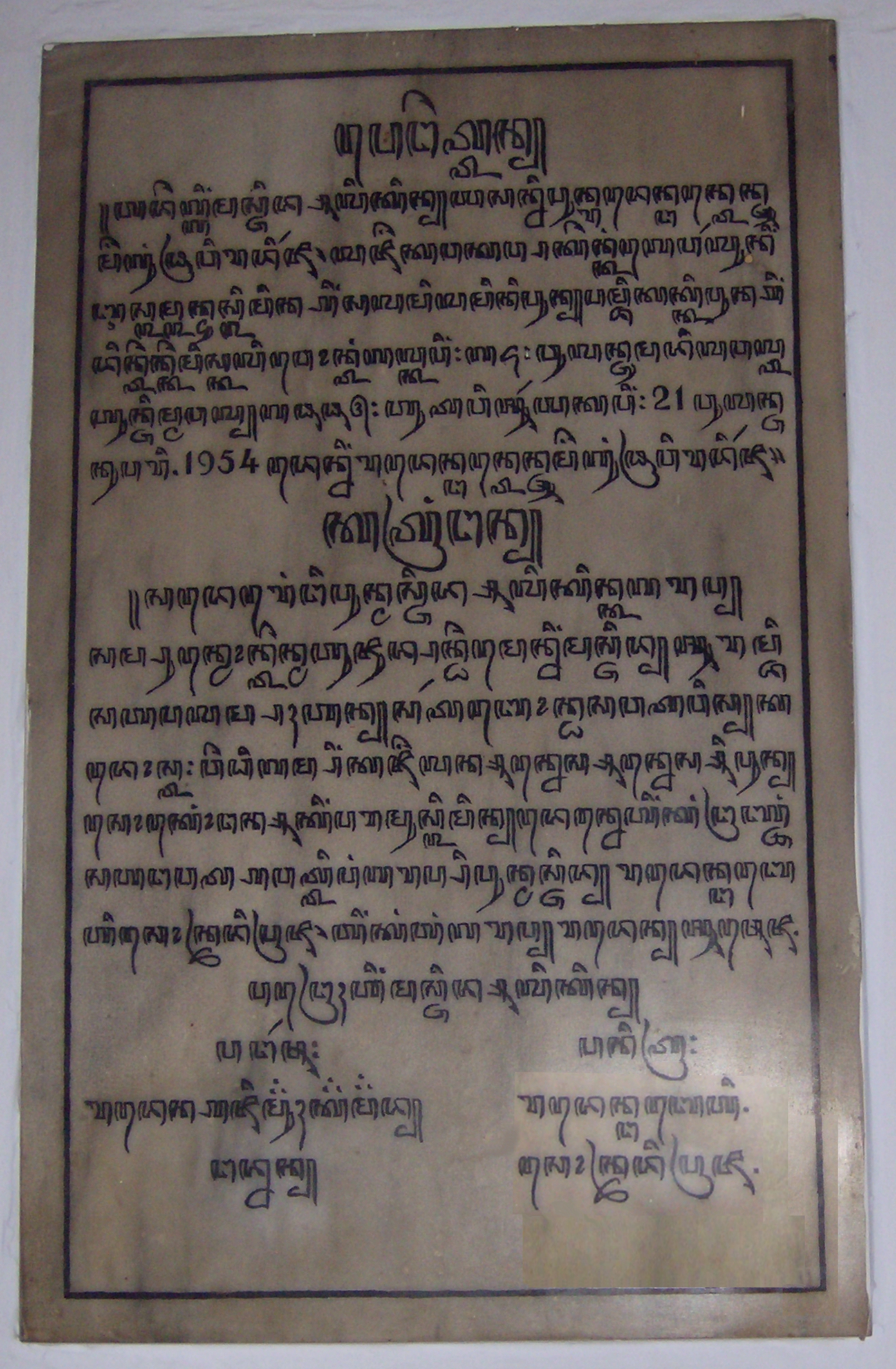
Напис у храмі Фоліхіна в Суракарті
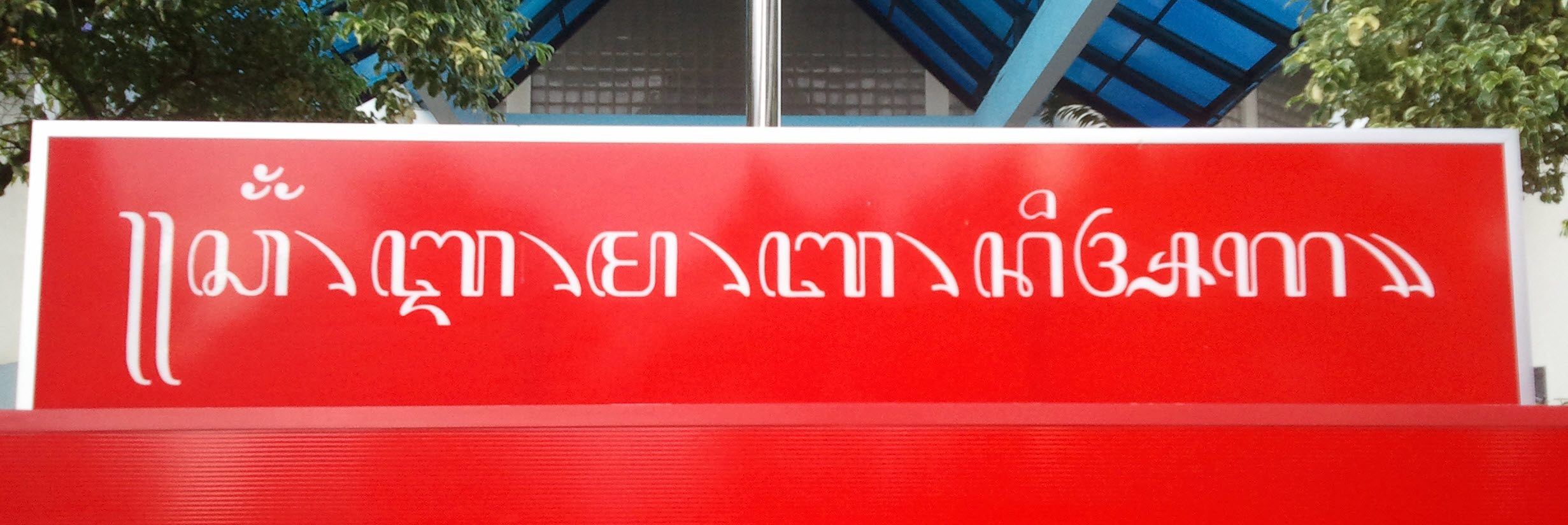
Банківський знак яванською мовою
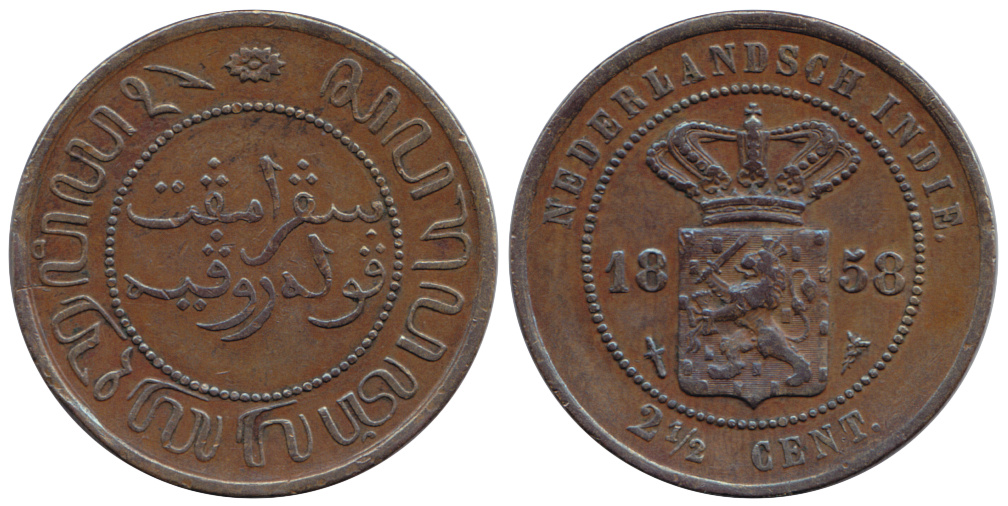
Монета 2.5 цента 1858, Голландська Ост-Індія. На аверсі номінал яванським та малайським письмом.

### Цифрові колекції
- British Library manuscript collection
- National Library of Indonesia manuscript collection
- Yayasan Sastra Lestari manuscript collection
- Widyapustaka references collection [Архівовано 14 грудня 2021 у Wayback Machine.]

### Інші посилання
- British Library Asian-African Studies blog, Javanese topic
- Javanese script transliterator by Benny Lin
- Hana - Javanese Script Transliterator by Dan